# Stasimopus poweri
Stasimopus poweri är en spindelart som beskrevs av Hewitt 1915. Stasimopus poweri ingår i släktet Stasimopus och familjen Ctenizidae. Inga underarter finns listade i Catalogue of Life.